# Buccalhöhle
Die Buccalhöhle oder auch Mundhöhle ist ein vertiefter Bereich in der Zelloberfläche von Wimpertierchen. Er liegt entweder auf der Ventralseite oder am vorderen Zellende und stellt einen Mundvorraum dar, in dem Nährstoffe zu liegen kommen. Die Buccalhöhle ist häufig kompliziert bewimpert (Membranelle).

## Nachweise
1. ↑  Rudolf Röttger: Protozoological Monographs. Band 2: Wörterbuch der Protozoologie. Shaker, Aachen 2001, ISBN 3-8265-8599-2, S. 35.